# Wolfram von Erffa
Wolfram Hartmann Freiherr von Erffa (* 22. Dezember 1901; † 20. Dezember 1980 in Ahorn (Landkreis Coburg)) war ein deutscher Architekt und Bauhistoriker.

## Leben

### Familie
Geboren zur Zeit des Deutschen Kaiserreichs, entstammte Wolfram von Erffa dem Adelsgeschlecht der Freiherren von Erffa. Seine Eltern waren Gotthard Hartmann Freiherr von Erffa (* 22. April 1862 in Ahorn; † 27. August 1910) und Mathilde, geborene Freiin von Künßberg (* 3. Juni 1872 in Wernstein; † 23. August 1925 in Naumburg). Er war der jüngere Bruder von Eberhard Karl Hartmann, Freiherr von Erffa (30. Juni 1898 in Lüneburg; † in Rumänien (?)) und von Helmut Hartmann Otto Maximilian, Freiherr von Erffa (* 1. März 1900 in Lüneburg; † 17. Februar 1979 in Piscataway, New Jersey, USA).

### Werdegang
Zur Zeit der Weimarer Republik heiratete von Erffa 1929 in Stuttgart die fast sechs Jahre ältere Mascha (eigentlich Martha) Agnes Luz (* 28. Februar 1896; † 15. Juni 1980).
Ebenfalls in Stuttgart studierte von Erffa Architektur an der damaligen Technischen Hochschule, an der er zur Zeit des Nationalsozialismus 1936 seine im Jahr 1937 veröffentlichte Dissertation Die Dorfkirche als Wehrbau mit Beispielen aus Württemberg schrieb.

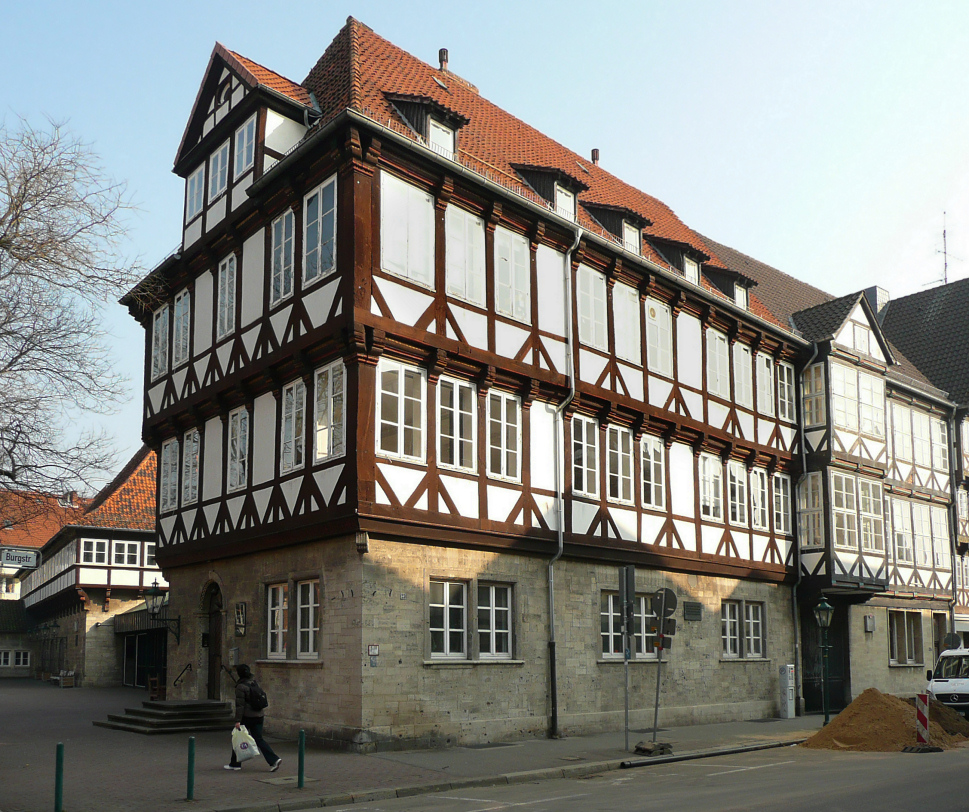
Das 1938 von von Erffa umgesetzte Spittahaus, Burgstraße 23 als Teil der Einfassung des Ballhofplatzes

Nur wenig später wurde Wolfram von Erffa als Architekt in Hannover tätig: Nachdem die Stadt Hannover 1936 den dortigen Ballhof erworben und die davor liegenden Häuser zur Anlage des (heutigen) Vorplatzes Ballhofplatz abgerissen hatte, wurde nach Plänen von von Erffa der neu angelegte Platz vor dem Ballhof durch eine Baugruppe zusammengefasst: Links vor dem Ballhof – unter Verwendungen des Fachwerks abgebrochener Häuser – das damalige Heim der Hitlerjugend; rechts des Ballhofes das umgesetzte sogenannte Spittahaus zur Nutzung als Heim des Bundes Deutscher Mädel.
Nach dem Zweiten Weltkrieg veröffentlichte von Erffa weitere Schriften, etwa zu Wehrkirchen in Oberfranken (siehe Literatur).
Wolfram von Erffa starb 1980 in Ahorn wenige Monate nach dem Tod seiner Ehefrau.

## Schriften
- Die Dorfkirche als Wehrbau mit Beispielen aus Württemberg (= Darstellungen aus der württembergischen Geschichte, Bd. 28), 49 Seiten mit Abbildungen, Stuttgart, 1937
  - unveränderter Nachdruck unter dem Titel Die Dorfkirche als Wehrbau. Mit Beispielen aus Württemberg, Frankfurt/Main: Weidlich, 1980, ISBN 3-8035-1057-0
- Wehrkirchen in Oberfranken (= Die Plassenburg, Bd. 11), 94 Seiten mit Abbildungen durch den Verfasser, Kulmbach: Baumann, 1956
- Das Bürgerhaus im westlichen Oberfranken (= Das deutsche Bürgerhaus, Bd. 27), Tübingen: Wasmuth, 1977, ISBN 3-8030-0029-7

## Archivalien
An Archivalien von und über Wolfram von Erffa finden sich beispielsweise
- Dokumente aus der Zeit von 1924 bis 1935 als Nachlass Hildegard von Trotha (geb. von Erffa), Jörg, Rudi und Wolfram von Erffa zu Wernburg an Axel und Natascha Varnbüler im Landesarchiv Baden-Württemberg, Abteilung Hauptstaatsarchiv Stuttgart. Signatur P 10 Bü 1172[5]